# Batesville (Mississippi)
Batesville település az Amerikai Egyesült Államok Mississippi államában, Panola megyében, melynek megyeszékhelye is. Lakosainak száma 7523 fő (2020. április 1.).

## Népesség
A település népességének változása:

| 2010 | 7 463 |
| 2020 | 7 523 |